# Chaumont-sur-Loire
Chaumont-sur-Loire è un comune francese di 1 061 abitanti situato nel dipartimento del Loir-et-Cher nella regione del Centro-Valle della Loira. Accanto al castello che domina la cittadella si svolge ogni anno, nel parco del castello, il più importante Festival di giardini tematici d'Europa,, a cui prendono parte paesaggisti di tutto il mondo.
La pronuncia ufficiale, ancora oggi eseguita dal personale dei treni - "OnzEin ChAuMont SuR LuaAr" - deriva dai lamenti di Diana di Poitiers, duchessa di Valentinois, amante di re Enrico II di Francia, sentiti dai cortigiani tra le stanze del castello di Chaumont, dove venne infatti esiliata per rivalsa dalla vera moglie del sovrano, la regina Caterina de' Medici.

## Società

### Evoluzione demografica
Abitanti censiti